# Matrimonio igualitario en Minnesota

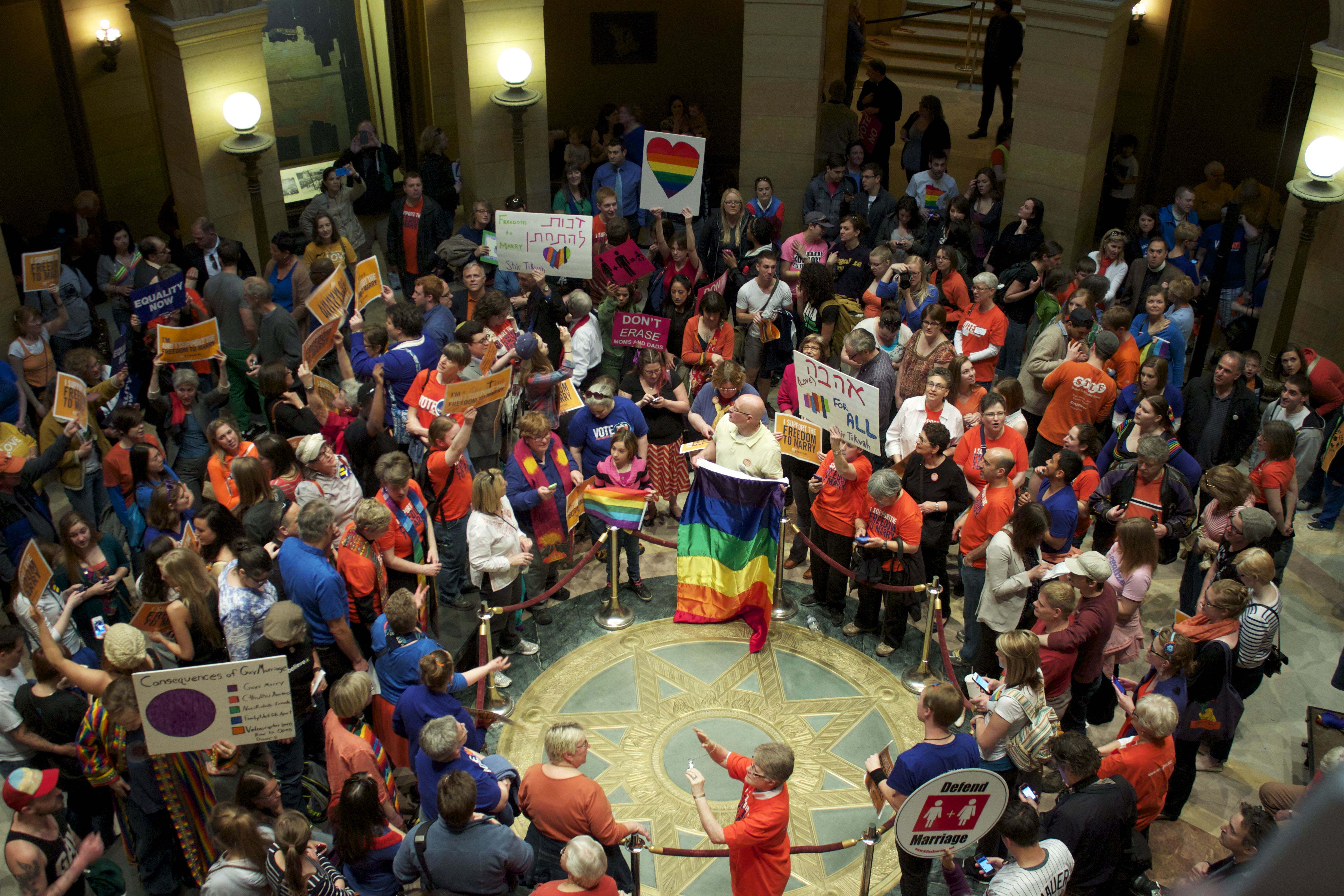
Rotonda de la igualdad matrimonial 13/05/2013.

El matrimonio igualitario en el estado de Minnesota es legal, tras haber sido aprobado por la Cámara de representantes, el Senado y firmada por el Gobernador Mark Dayton. Minnesota se convirtió en el 12º estado en legalizar este tipo de uniones. La ley entró en vigor el 1 de agosto de 2013.
La ley fue aprobada por la Cámara de representantes el 9 de mayo de 2013 por 75 a 59. El 13 de mayo la ley fue votado el Senado, con un resultado de 37 a 30 a favor de la ley. Previamente, el 6 de noviembre de 2012, los votantes del estado habían rechazado, por un 52,2% de los votos, una proposición para modificar la constitución prohibiendo los matrimonios homosexuales, siendo el segundo estado en rechazar en referéndum dicha prohibición.